# Peeping Tom (film)
Peeping Tom is een Britse thriller uit 1960 onder regie van Michael Powell.

## Verhaal
De gefrustreerde, maar ogenschijnlijk zachtaardige fotograaf Mark leidt een dubbelleven. Hij vermoordt vrouwen en legt hun laatste oogopslag vast op film. Wanneer hij zijn buurvrouw Helen ontmoet, die samenwoont met haar blinde moeder, bloeit Mark langzaam op en ontwikkelt hij positieve gevoelens.

## Rolverdeling
| Acteur             | Personage             |
| ------------------ | --------------------- |
| Karlheinz Böhm     | Mark Lewis            |
| Moira Shearer      | Vivian                |
| Anna Massey        | Helen Stephens        |
| Maxine Audley      | Mevrouw Stephens      |
| Brenda Bruce       | Dora                  |
| Miles Malleson     | Oudere klant          |
| Esmond Knight      | Arthur Baden          |
| Martin Miller      | Dr. Rosen             |
| Michael Goodliffe  | Don Jarvis            |
| Jack Watson        | Hoofdinspecteur Gregg |
| Shirley Anne Field | Pauline Shields       |
| Pamela Green       | Milly                 |